# Roero (Wein)
Roero ist ein italienischer Rotwein aus der gleichnamigen Gegend Roero nordwestlich von Alba, Provinz Cuneo, Piemont. 

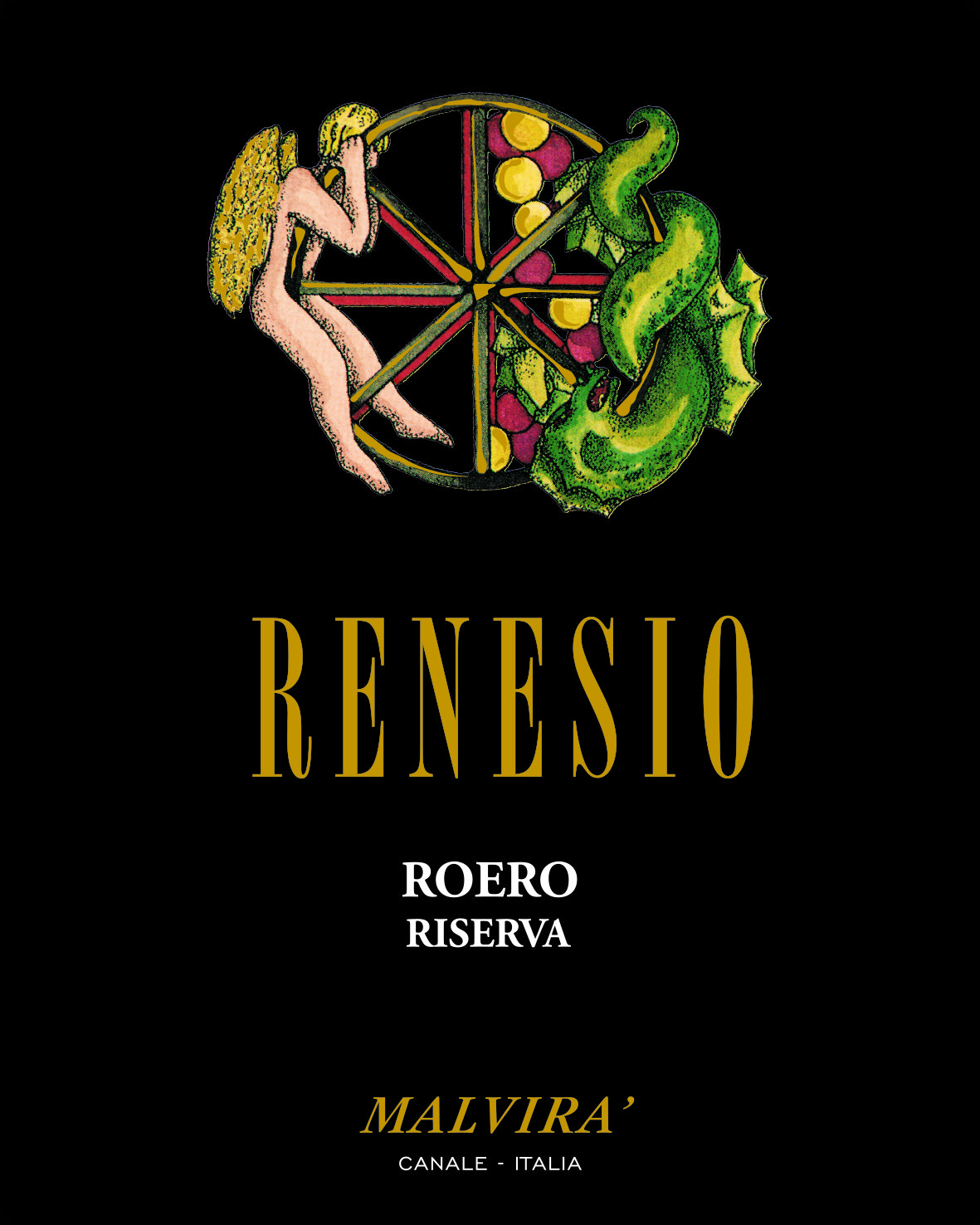

Der Rotwein sowie der Weißwein Roero Arneis haben seit 1985 eine „kontrollierte Herkunftsbezeichnung“ (Denominazione di origine controllata – DOC) und seit dem 7. Dezember 2004 einen DOCG-Status. 2017 wurden 49.473 Hektoliter DOCG-Weine (einschließlich Roero Arneis) produziert. Der rote Roero besteht fast ausschließlich aus der Rebsorte Nebbiolo (95–100 %) mit geringen Zusätzen von roten, nicht aromatischen Trauben, die für den Anbau in der Region Piemont geeignet sind (0–5 %). Der Wein reift beim Hersteller mindestens 20 Monate vor der Vermarktung, davon mindestens 6 Monate im Holzfass; für einen Riserva gelten 32 Monate gesamt und 6 Monate im Holzfass als Minimum. Der Sandboden verleiht dem Wein einen leichteren Charakter als den anderen Nebbioloweinen in der Langhe wie zum Beispiel Barolo. Die Region Roero und Langhe sind durch den Fluss Tanaro voneinander getrennt.
Die zugelassenen Rebflächen verteilen sich auf die Gemeinden Castellinaldo, Canale, Corneliano d’Alba, Piobesi d’Alba und Vezza d’Alba sowie auf Teilgebiete der Gemeinden Baldissero d’Alba, Castagnito, Guarene, Govone, Magliano Alfieri, Montà, Monteu Roero, Pocapaglia, Priocca, Santa Vittoria d’Alba, Santo Stefano Roero und Sommariva Perno.

## Beschreibung
Laut Denomination (Auszug):
- Farbe: rubinrot oder granatrot
- Geruch: fruchtig, charakteristisch, gelegentlich mit einem Hauch von Holz
- Geschmack: trocken, vollmundig, harmonisch, evtl. mit etwas Tannin
- Alkoholgehalt: mindestens 12,5 % Vol.
- Gesamtsäure: mind. 4,5 g/l
- Trockenextraktgehalt: mind. 22 g/l